# Big Bill Bissonnette

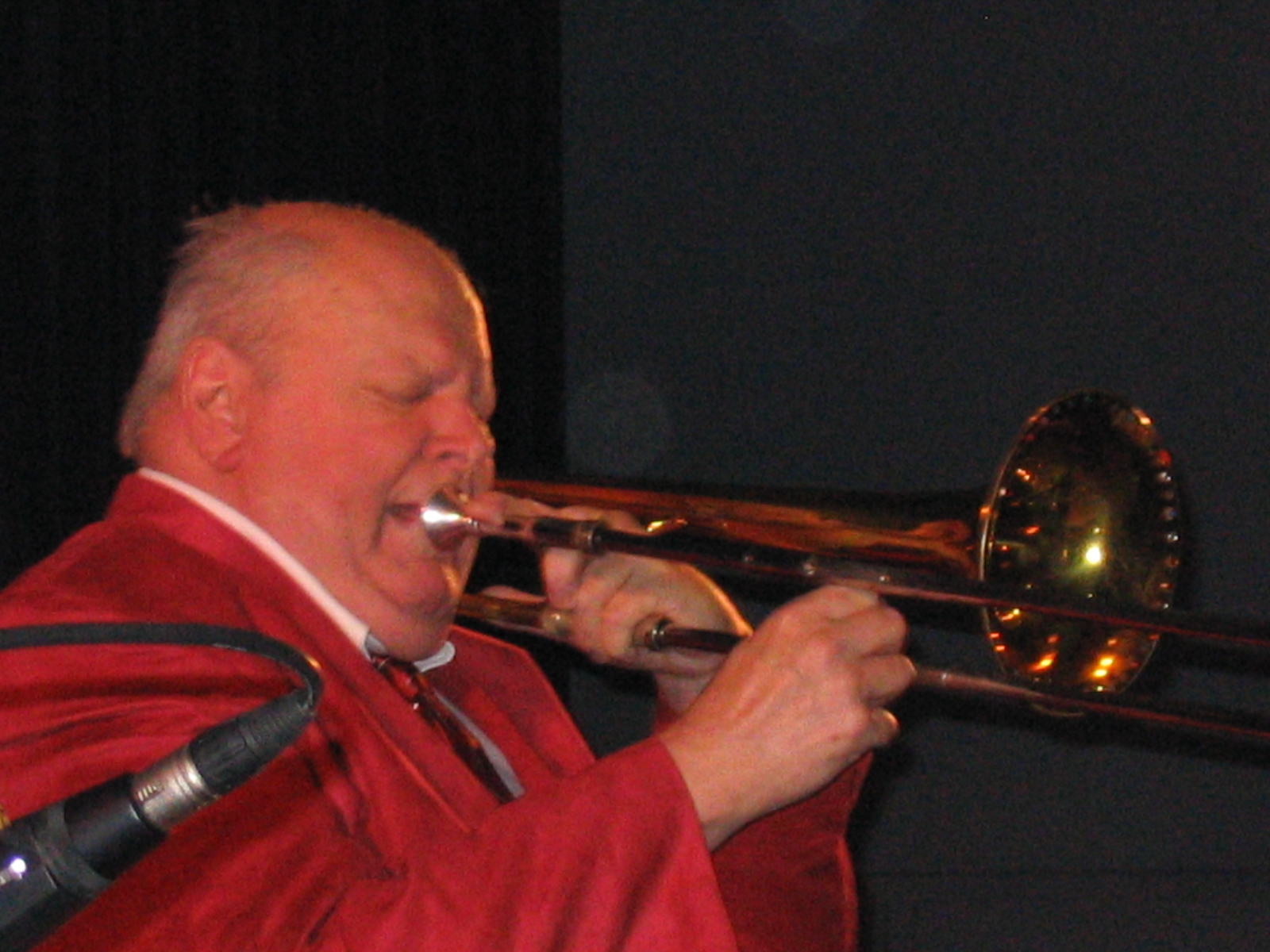
Big Bill Bissonnette

Bill Bissonnette (Bridgeport, 5 februari 1937 – 26 juni 2018) was een Amerikaanse trombonist, drummer, zanger, bandleider en componist in de New Orleans-jazz. Hij was ook de oprichter van het jazzlabel Jazz Crusade.
Bissonnette leidde in de jaren zestig de New Orleans-jazzband The Easy Riders Jazz Band, waarmee hij verschillende albums opnam. Hij richtte in die tijd het jazzlabel Jazz Crusade op, waarop meer dan honderd platen uitkwamen die hij meestal produceerde. Op tientallen platen speelde hij trombone of drumde hij. Hij organiseerde tournees door Noord-Amerika voor oudgedienden in de New Orleans-jazz, zoals Kid Thomas Valentine, George Lewis en de trombonist Jim Robinson, van wie Bissonette les heeft gehad. Na een tijd lang inactief te zijn geweest in de jazz, ging hij halverwege de jaren tachtig weer spelen, onder andere met een nieuwe Easy Riders Jazz Band. Hij blies zijn label nieuw leven in en kwam in 1992 met zijn memoires. In de jaren negentig ging hij zich voor het label bezighouden met de New Orleans-muziek in Engeland, resulterend in allerlei uitgaven in de serie 'Best of the Brits'. Bissonnette is te horen op meer dan vijftig platen.
Bill Bissonnette was getrouwd met de saxofoniste Sarah Bissonnette, die op verschillende van zijn platen meespeelt. Sinds 2006 was Bissonnette met pensioen en woonde hij in Concord (North Carolina).

## Discografie
Easy Riders Jazz Band:
- New Orleans Jazz Uptown Style, 1963
- My Life Will Be Sweeter Someday, 1964
- I Believe I hear That Trombone Moan, 1986
- Rhythm Is our Business, 1986
- Then & Now, 1998
- Wrap Your Troubles in Dreams, 2002

overig:
- Big Bill's British Band, 1993
- Watering the Roots, 1995
- Jazz Crusader, 1995
- International Jazz Band 1997 1st Half & 2nd half, 2004 (2 cd's)